# Legna Rodríguez Iglesias
Legna Rodríguez Iglesias (Camagüey, 1984) es una escritora, poeta, dramaturga y cuentista cubana.

## Biografía
Nació en Camagüey, Cuba. En 2008 y 2011 ganó los premios Calendario e  Iberoamericano de Cuento Julio Cortázar respectivamente. En 2012 publicó su primera novela, Mayonesa bien brillante. Posteriormente, en 2013 obtuvo el Premio Wolsan-Cuba de Poesía por su colección La Gran Arquitecta. En 2015 lanzó al mercado su segunda novela Las analfabetas. En 2016 Legna Rodríguez resultó ganadora del Premio Paz de Poesía 2016 por el libro Miami Century Fox. Ese mismo año ganó el Premio Casa de las Américas de Teatro, por su obra Si esto es una tragedia yo soy una bicicleta.
En 2017 publicó el poemario Miami century fox, un libro bilingüe editado por Akashic Books en Nueva York. Ese mismo año lanzó Mi novia preferida fue un bulldog francés (Alfaguara, 2017), una novela coral o colección de cuentos interconectados que trata sobre el poscastrismo en Cuba y aborda temas como la burocracia y el miedo. La novela fue nominada al Premio Hispanoamericano de Cuento Gabriel García Márquez por el Ministerio de Cultura de Colombia y la Biblioteca Nacional de Colombia. En 2017 fue traducido al inglés por la editorial McSweeney's.
En 2023 publicó en Miami una antología titulada No creo en la poesía, con traducción al italiano de Silvio Mignano junto con ocho poemas. En 2024 fue galardonada con el Premio Franz Kafka de Ensayo por su libro Princesa Miami. Atlas político y de población.Cuatro de sus poemas, en español original y en traducción al inglés, aparecieron en el número especial de 2018 de The Kenyon Review sobre la nueva poesía cubana.
Rodríguez Iglesias es miembro oficial de la Unión de Escritores y Artistas de Cuba y Asociación Hermanos Saíz. Sus obras se han publicado en diversas revistas nacionales como El Caimán Barbudo, La Letra del Escriba, La Gaceta de Cuba, La Noria y Amnios y son traducidas al inglés, alemán,  italiano y portugués.

## Crítica
Su trabajo se caracteriza a menudo por un humor absurdo y observaciones juguetonas y perversas de la vida cotidiana en la Cuba y Miami contemporáneas, así como por la experimentación entre géneros con poesía en prosa y poesía narrativa.

## Obra

### Poesía
- Tregua fecunda (2011)[22]
- Chupar la piedra (La Habana: Casa Editora Abril, 2012)[23]
- La Gran Arquitecta, (La Habana: Colección Sur, 2013)[24]
- Chicle (ahora es cuando) (La Habana: Cuba Editorial, 2013)[20]
- Todo sobre papá (Ediciones Aguadulce, 2016)[20]
- Hilo + hilo (Leiden: Bokeh, 2015)[9]
- Miami Century Fox (Nueva York: Akashic Books, 2017)[9]
- Mi pareja calva y yo vamos a tener un hijo (Cáceres: Liliputienses, 2019)[9]
- A Little Body Are Many Parts: Un cuerpecito son muchas partes (Hexham: Bloodaxe Books, 2019)[25]

### Relato
- Ne Me Quite Pas (La Habana: Editorial Abril, 2009)[20]
- ¿Qué te sucede, belleza? (2011)[9]
- Hasta Feldafing no paro y otros relatos (La Habana: Editorial Letras Cubanas, 2012)[20]
- No sabe/no contesta (La Habana: Editorial Caja China, 2015)[9]

### Novela
- Mayonesa bien Brillante (una novela de amor) (Matanzas: Ediciones Matanzas, 2012)[9]
- Las analfabetas (Leiden: Bokeh, 2015)[9]
- Mi novia preferida fue un bulldog francés (Madrid: Alfaguara, 2017)[9]

### Teatro
- Si esto es una tragedia yo soy una bicicleta[9]

### Antologías
- No creo en la poesía (Miami: Alliteration Publishing, 2023)[9]

## Premios
- 2024: Premio Franz Kafka de Ensayo / Testimonio[5]
- 2019: Premio Centrifugados de Poesía Joven[5]
- 2018: Nominada al Premio Hispanoamericano de Cuento Gabriel García Márquez[26]
- 2016: Premio Casa de las Américas de Teatro[5]
- 2016: Premio Paz de Poesía[27]
- 2013: Premio Wolsan-Cuba de Poesía[27]
- 2011: Premio Iberoamericano de Cuentos Julio Cortázar[5]
- 2008: Premio Calendario de la Asociación Hermanos Saíz[4]